# Chemical Abstracts Service
Chemical Abstracts Service (Химическа реферативна служба, CAS) е подразделение на Американското химическо общество, което от 1907 г. издава реферативното списание Chemical Abstracts, в което публикува реферати на научна литература по химия и сродни теми. CAS се намира в Кълъмбъс, щата Охайо.

## Бази данни за услуги на CAS
Химическата реферативна служба също така поддържа регистъра на CAS, изчерпателна база данни за химични съединения. Всяко съединение получава уникален номер и в наши дни CAS регистрационен номер често се използва за уникално идентифициране на всяко химично съединение. В допълнение към индекса, всяко вещество получава и уникално име, обикновено конструирано според строгите правила на номенклатурата на Химическата реферативна служба. За да се улесни търсенето на подобни съединения, най-важните функционални групи се появяват първи в името, последвани от техните модификации; Има и други разлики между имената на съединенията по CAS и по номенклатурата на IUPAC.
Много бази данни на CAS са патентовани и обикновено се продават на университетски библиотеки и бизнес общности.
Към края на 2021 г. в регистъра на CAS са регистрирани около 185 милиона химични вещества.

## Продукти
Базите данни на CAS са достъпни чрез две основни системи за бази данни, STN и SciFinder.

### STN
Международната мрежа за научна и техническа информация STN (Scientific & Technical Information Network) се поддържа съвместно от CAS и института FIZ Karlsruhe (Институт за информационна инфраструктура „Лайбниц“, Карлсруе, Германия), и е предназначена за изследователски достъп до специализираните и патентни бази данни на CAS и до много други бази данни.

### SciFinder
SciFinder е база данни с химическа и библиографска информация. Уеб версията е пусната през 2008 г.